# Диориос
Дио̀риос (на гръцки: Διόριος; на турски: Tepebaşı) е село в Кипър, окръг Кирения. Според статистическата служба на Северен Кипър през 2011 г. селото има 798 жители.
Де факто е под контрола на непризнатата Севернокипърска турска република.

## Галерия
- Предна фасада на църквата Агия Марина, 2012
- Задна фасада на църквата Агия Марина, 2012
- Изглед към залива Морфу в мъглив ден
- Изглед към Кормакитис
- Изглед към Кормакитис